# Étienne Gilson
Étienne Gilson (Paris, 13 de Junho de 1884 — Auxerre, 19 de Setembro de 1978) foi um filósofo, historiador da filosofia e um dos mais destacados autores da filosofia Neoescolástica, especialista no estudo da obra de Santo Tomás de Aquino. Pesquisador de filosofia medieval, ele primeiro se especializou no pensamento de Descartes, também elaborava alguns pensamentos na linha da tradição de Santo Tomás de Aquino, no entanto, ele não se considerava um filosofo neo-escolástico ou neo-tomista. Em 1946, foi considerado um imortal da Académie Française. Foi nomeado para o prêmio Nobel de Literatura.

## Biografia
Nascido em Paris, em uma família Católica Romana, originalmente de Burgundy, Gilson frequentou o seminário menor em Notre-Dame-des-Champs, logo após, terminou o secundário na Lycée Henri V. Durante o tempo em que serviu o exército, Gilson começou a ler Descartes, pois estudava para sua licenciatura, focando na influência do escolasticismo no pensamento cartesiano. Depois de estudou na Sorborne, sob a orientação de Victor Delbos (1862-1916) e Lucien Lévy-Bruhl e no Collège de France, sob a orientação de Thérèse Ravisé de Melun.
Os seus estudos sobre o pensamento medieval e em particular da obra de Tomás de Aquino são uma de melhores aproximações ao tema. Entre 1921 e 1932 ensinou filosofia medieval na Sorbonne de Paris. Pertenceu ao Collège de France e ajudou a fundar o Instituto Pontifício de Estudos Medievais de Toronto, no Canadá. Foi o líder do neotomismo católico em sua época. Foi eleito membro da Academia Francesa em 1946.
São famosas suas conferências na Universidade de Harvard, compiladas sob o título A unidade da experiência filosófica, em que defende a metafísica e define o ser humano como um animal metafísico por natureza, em oposição da tese nietzscheana defendida pelo Círculo de Viena. Pensava que a história da filosofia se poderia explicar como um cúmulo de diferentes experiências filosóficas, as quais não são mais que um verdadeiro ciclo que consiste na passagem de um marcado dogmatismo a um cepticismo profundo. De São Tomás de Aquino a Guilherme de Ockham há uma experiência filosófica, do mesmo modo que a há entre Descartes e o cepticismo de David Hume.
Também são importantes a série de  palestras inseridas nas William James' Lectures por ele proferidas em Toronto, Canadá. Aquelas palestras, reunidas em livro e publicadas sob o título Being and some philosophers, são um tratado de Filosofia e não um mero repasso de História da Filosofia. A obra vai desde Platão a Sartre, analisando como em cada época a forma de filosofar o ser tem sido entendido, desde a análise da essência (essencialismo) ou a existência (existencialismo), propondo a proposta de Tomás de Aquino como a mais equilibrada e a que mais justiça faz à realidade.
Em 1913, enquanto estava empenhado em dar aulas na Universidade de Lille, defendeu sua tese de doutorado na Universidade de Paris sobre, “Liberdade e Teologia em Descartes”. Sua carreira foi interrompida pela I Guerra Mundial, onde ele foi convocado para o exército como sargento. Foi capturado em 1916, durante a guerra. Passou dois anos em cativeiro, tempo que usou para descobrir novas áreas de estudo, como a língua russa e São Boaventura. Ele foi premiado com o Croix de Guerre, por bravura em guerra.
Em 1919, tornou-se professor de história da filosofia na Universidade de Estrasburgo De 1921 a 1932, lecionou história da Filosofia Medieval na Universidade de Paris. Como um renomado pensador internacional, Gilson foi o primeiro, seguido por Jacques Maritain, a receber o título de doutor honorário em filosofia pela Pontífice Universidade do Santo Tomás de Aquino (Angelicum) em 1930. Lecionou também por três ano na Universidade de Harvard. A convite da Congregação de São Basílio, ele se fixou no Pontífice Instituto de Estudos Medievais em Toronto, juntamente com a Faculdade de St. Michael, na Universidade de Toronto. Foi eleito em 1946 para a Academia Francesa.
Com a morte de sua esposa, Thérèse Ravisé, em 12 de novembro de 1949, Gilson sofreu um considerável choque emocional.
Em 1951, ele abdicou de sua cadeira para Martial Gueroult, no Collège de France para dedicar-se completamente ao Medieval Institute, até 1968. Ele conhecia a teologia jesuíta e o cardeal Henri de Lubac, o que resultou na publicação de suas correspondências. Embora Gilson fosse primariamente um historiador da filosofia, ele também foi um precursor do avivamento tomista do século XX, juntamente com Jacques Maritain. Seu trabalho tem recebido grandes elogios de Richard McKeon.

## Passagens pelo Brasil
Gilson esteve no Brasil em duas ocasiões. A primeira foi em meados da década de 1930, quando passou dois meses no Rio de Janeiro em uma missão diplomática pelo Ministério das Relações Exteriores da França, durante a qual proferiu palestras sobre cultura francesa, com ênfase na literatura e algumas discussões sobre filosofia medieval. A segunda visita ocorreu em São Paulo, em 1956, onde deu seis palestras sobre Tomás de Aquino. Essas palestras deram origem ao livro "A existência na filosofia de Santo Tomás", que reflete a fase madura do pensamento do autor.

## Obras
- La Liberté chez Descartes et la Théologie, Alcan, 1913.
- Le Thomisme, introduction au système de saint Thomas, Vrin, 1919, 6 éditions (la dernière en 1964)
- Études de philosophie médiévale, Université de Strasbourg, 1921.
- La Philosophie au Moyen Âge, vol.I : de Scot Erigène à saint Bonaventure, Payot, 1922.
- La Philosophie au Moyen Âge, vol.II : de saint Thomas d’Aquin à Guillaume d’Occam, Payot, 1922.
- La philosophie de saint Bonaventure, Vrin, 1924.
- René Descartes. Discours de la méthode, texte et commentaire, Vrin, 1925.
- Saint Thomas d’Aquin, Gabalda, 1925.
- Introduction à l’étude de Saint Augustin, Paris, J. Vrin, 1929. (Études de philosophie médiévale ; 11). ISBN 2-7116-2027-1.
- Études sur le rôle de la pensée médiévale dans la formation du système cartésien, Vrin, 1930. ISBN 2-7116-0285-0
- L’Esprit de la philosophie médiévale, Vrin, 1932. Rééd. Vrin, 1998, ISBN 2711602834.
- Les Idées et les Lettres, Vrin, 1932.
- Pour un ordre catholique, Desclée de Brouwer, 1934.
- La théologie mystique de saint Bernard, Vrin, 1934.
- Le réalisme méthodique, Téqui, 1935.
- Christianisme et philosophie, Vrin, 1936.
- (em inglês) The Unity of Philosophical Experience, Scribner's, 1937.
- Héloïse et Abélard, Vrin, 1938.
- Dante et la philosophie, Vrin, 1939.
- Réalisme thomiste et critique de la connaissance, Vrin, 1939.
- (em inglês) God and Philosophy, Yale, University Press, 1941, 1969.
- Théologie et histoire de la spiritualité, Vrin, 1943.
- Notre démocratie, S.E.R.P., 1947.
- L’Être et l’essence, Vrin, 1948.
- (em inglês)Being and Some Philosophers, Toronto, Pontifical Institute of Mediaeval Studies, 1949.
- Saint Bernard, textes choisis et présentés, Plon, 1949.
- (em inglês)The Terrors of the Year Two Thousand, Toronto, St. Michael's College, 1949.
- L’École des Muses, Vrin, 1951.
- Jean Duns Scot, introduction à ses positions fondamentales, Vrin, 1952.
- Les Métamorphoses de la cité de Dieu, Vrin, 1952.
- (em inglês)History of Christian Philosophy in the Middle Ages, Toronto, Pontifical Institute of Mediaeval Studies, 1955.
- Peinture et réalité, Vrin, 1958.
- Le Philosophe et la Théologie, Fayard, 1960.
- Introduction à la philosophie chrétienne, Vrin, 1960. Rééd. Vrin, 2007, ISBN 2711619222.
- (em inglês) Elements of Christian Philosophy, New York, Doubleday & Company, Inc., 1960.
- La Paix de la sagesse, Aquinas, 1960.
- Trois leçons sur le problème de l’existence de Dieu, Divinitas, 1961.
- L’Être et Dieu, Revue thomiste, 1962.
- A existência na filosofia de S. Tomás, São Paulo, Livriaria Duas Cidades, 1962.
- Introduction aux arts du Beau, Vrin, 1963.
- Matières et formes, Vrin, 1965.
- Les Tribulations de Sophie, Vrin, 1967.
- La société de masse et sa culture, Vrin, 1967.
- Hommage à Bergson, Vrin, 1967.
- Linguistique et philosophie, Vrin, 1969.
- D’Aristote à Darwin et retour, Vrin, 1971.
- Dante et Béatrice, études dantesques, Vrin, 1974.
- Saint Thomas moraliste, Vrin, 1974.

## Traduzidas em Português
- História da Filosofia Cristã (ed. Vozes)

- A Filosofia na Idade Média (ed. Martins Fontes)

- O Espírito da Filosofia Medieval (ed. Martins Fontes)

- Introdução às Artes do Belo (ed. Realizações)

- A Teologia Mística de São Bernardo (ed. Paulus)

- O Ser e a Essência (ed. Paulus)

- Heloísa e Abelardo (Edusp)

- Por Que Santo Tomás de Aquino Criticou Santo Agostinho (ed. Paulus)

- Introdução ao Estudo de Santo Agostinho (ed. Paulus)

- A Existência na Filosofia de S. Tomás (1a. edição Duas Cidades, 1962; 2a. edição Madamu, 2022)

- O Filósofo e a Teologia (ed. Paulus)

- A Metamorfose da Cidade de Deus (ed. Cultor de Livros)

- A Evolução da Cidade de Deus (ed. VLsh)